# Liste der Markgrafen und Großherzöge von Baden

## Regenten der Markgrafschaft Baden
(die angegebenen Zeiten sind Regierungszeiten)
1. Hermann I. (–1074), Sohn von Berthold I. und Markgraf von Verona
2. Hermann II., Markgraf (1074–1130), erstmalige Benennung 1112 als Markgraf von Baden, davor Benennung nach der Limburg
3. Hermann III., Markgraf (1130–1160)
4. Hermann IV., Markgraf (1160–1190)
5. Hermann V., Markgraf (1190–1243)
6. Hermann VI., Markgraf (1243–1250)
7. Friedrich I., Markgraf (1250–1268)
8. Rudolf I., Markgraf (1243–1288)
9. Hermann VII., Markgraf (1288–1291)
10. Rudolf II. Markgraf (1288–1295)
11. Hesso Markgraf (1288–1297)
12. Rudolf III. Markgraf (1288–1332)
13. Friedrich II., Markgraf (1291–1333)
14. Rudolf IV., Markgraf (1291–1348)
15. Hermann VIII. Markgraf (1291–1300)
16. Rudolf Hesso Markgraf (1297–1335)
17. Hermann IX., Markgraf (1333–1353)
18. Friedrich III. Markgraf (1348–1353)
19. Rudolf V. der Wecker Markgraf (1348–1361)
20. Rudolf VI., Markgraf (1353–1372)
21. Rudolf VII. Markgraf (1372–1391)
22. Bernhard I., Markgraf (1372–1431), er kauft 1415 die Markgrafschaft Hachberg von Markgraf Otto II. von Hachberg
23. Jakob I., Markgraf (1431–1453)
24. Georg, Markgraf (1453–1454)
25. Bernhard II. Markgraf (1453–1458)
26. Karl I., Markgraf (1453–1475)
27. Christoph I., Markgraf (1475–1515) erbt 1503 das Markgräflerland von Markgraf Philipp von Hachberg-Sausenberg
28. (Jakob II. † 1511 Erzbischof von Trier)

Christoph I. erbaut das Neue Schloss im Stadtkern von Baden-Baden und zieht dort 1479 ein. Er übergibt das Land 1515 seinen drei Söhnen Bernhard, Philipp und Ernst und teilt damit die Markgrafschaft zunächst in drei Teile. Als Philipp 1533 ohne Erben verstirbt, teilen die beiden Brüder das Erbe unter sich auf. Damit entstehen ab 1533 die „Ernestinische Linie“ Baden-Durlach und die „Bernhardinische Linie“ Baden-Baden. Erst 1771 wird das Land (nach dem Aussterben der Bernhardinischen Linie im männlichen Stamm) unter Markgraf Karl-Friedrich per Erbschaftsvertrag wieder vereinigt und aus den beiden Markgrafschaften Baden-Baden und Baden-Durlach wieder die Markgrafschaft Baden.

## Hachberg und Hachberg-Sausenberg
Auf den zähringischen Besitzungen Hachberg und Sausenberg im Breisgau spaltete sich 1190 unter Heinrich I. die Seitenlinie der Markgrafen von Hachberg (später Hochberg) ab. Die Burg Hachberg bei Emmendingen war Zentrum der Hachberger Herrschaft, die sich im Verlauf des 13. Jahrhunderts gegen die Konkurrenz der Grafen von Freiburg im Raum zwischen Schwarzwald und Rhein konsolidierte. 1306 teilten Heinrich III. (1290–1330) und Rudolf I. (1290–1313) ihr Erbe. Heinrich erhielt die Herrschaft über Hachberg mit der Stadt Emmendingen, Rudolf die Herrschaft Sausenberg mit dem neuen Stammsitz, der Sausenburg, und damit die Vogtei über die Propsteien Bürgeln, Sitzenkirch und Weitenau des Klosters St. Blasien, 1315 erweitert um die Herrschaft Rötteln. 1415 erwarb Markgraf Bernhard I. von Baden (1372–1431) das nördlich gelegene Hachberg, das südlich gelegene Sausenberg samt Rötteln fiel 1503 an die Hauptlinie zurück.

### Hachberg
1. Heinrich I., (1190–1231)
2. Heinrich II., (1232–1290)
3. Heinrich III., (1290–1330)
4. Heinrich IV., (1330–1369)
5. Otto I., (1369–1386)
6. Johann, (1386–1409)
7. Hesso, (1386–1410)
8. Otto II., (1410–1415)

Markgraf Otto II. von Hachberg verkaufte am 25. Juli 1415 Burg und Herrschaft Hachberg an den Markgrafen Bernhard I. von Baden. Otto II. starb 1418 und mit ihm erlosch die Linie Hachberg-Hachberg.
1584–1590 gab es in Jakob III. von Baden-Hachberg für kurze Zeit erneut einen Markgrafen von Baden-Hachberg, der jedoch aus der Linie Baden-Durlach stammte.

### Hachberg-Sausenberg
1. 1306–1312 Rudolf I., wird 1311 Mitregent der Herrschaft Rötteln
2. 1312–1318 Heinrich, erhält 1315 die Herrschaft Rötteln als Schenkung
3. 1318–1352 Rudolf II., 1332 belagern Basler Truppen seine Burg Rötteln
4. 1318–1384 Otto I., Bruder Rudolfs II., Mitregent
5. 1352–1428 Rudolf III., Sohn Rudolfs II., vergrößert die Herrschaft Rötteln; sein Grabmal und das seiner 2. Gemahlin, Anna von Freiburg, in der Röttler Kirche gelten als bedeutende Zeugnisse gotischer Kunst am Oberrhein[1]
6. 1428–1441 Wilhelm, als Diplomat in Diensten des Herzogs von Burgund; 1436 Protektor des Konzils von Basel
7. 1441–1487 Rudolf IV., er erhält von Johann, dem letzten Grafen von Freiburg, die Herrschaft Badenweiler und vereinigt die Gebiete 1444 zum Markgräflerland; Rat und Kammerherr von Herzog Philipp des Guten von Burgund; 1451/52 begleitet er König Friedrich III. zu seiner Kaiserkrönung in Rom
8. 1441–1445 Hugo, Bruder von Rudolf IV.
9. 1487–1503 Philipp, schließt 1490 mit Markgraf Christoph I. von Baden einen Erbvertrag, das sogenannte „Röttelsche Gemächte“

Das aus der Vereinigung von Sausenberg, Rötteln und Badenweiler geschaffene Markgräflerland fällt 1503 nach dem Tode Philipps an die Markgrafschaft Baden, obwohl dessen Erbtochter Johanna, Gräfin von Neuenburg, 1504 Ludwig von Orléans-Longueville heiratete.

## Regenten der Markgrafschaft Baden-Baden („Bernhardinische Linie“)
Der Sitz der katholischen Baden-Badener Linie war seit 1479 das Neue Schloss in Baden-Baden. Im Jahre 1705 wurde der Sitz in die Barockresidenz in Rastatt verlegt.

|  | Name (Lebensdaten)                                                                                | Regierungszeit | Anmerkungen |
|  | ------------------------------------------------------------------------------------------------- | -------------- | --- |
|  | Bernhard III. (* 7. Oktober 1474; † 29. Juni 1536)                                                | 1515–1536      | Sohn des Markgrafen Christoph I. von Baden. Seit 1515 bereits vormundschaftlicher Regent für die linksrheinischen Besitzungen der Markgrafschaft, da sein Vater Christoph einer Geisteskrankheit verfallen war. Konnte diesen Besitz auch nach dem Tode des Vaters 1527 weiter halten und begründete nach dem Tode seines Bruders Philipp I. 1533 das Haus Baden-Baden – nach ihm daher auch Bernhardinische Linie genannt. |
|  | Philibert (* 22. Januar 1536 in Baden-Baden; † 3. Oktober 1569 in Montcontour)                    | 1536–1569      | Sohn des Bernhards III. Stand bis 1554 unter einer Vormundschaftsregierung. Tolerant in Glaubensfragen und kaisertreu. Wahrscheinlich nach einer Schlacht gegen die Hugenotten ermordet. |
|  | Philipp II. (* 19. Februar 1559 in Baden-Baden; † 7. Juni 1588 ebenda)                            | 1569–1588      | Sohn Philiberts. Stand bis 1577 unter Vormundschaftsregierung durch Herzog Albrecht V. von Bayern. Führte die teilweise gewaltsame Rekatholisierung Baden-Badens durch seinen Vormund fort und betrieb die Hexenverfolgung zu ihrem ersten Höhepunkt. Starb kinderlos. |
|  | Eduard Fortunat (* 17. September 1565 in London; † 18. Juni 1600 in der Burg Kastellaun/Hunsrück) | 1588–1596/1600 | Sohn des Markgrafen Christoph II. aus der Nebenlinie Baden-Baden-Rodemachern und Vetter Philipps II. Erbte nach dessen kinderlosen Tod auch Baden-Baden und gab Rodemachern dafür an seinen Bruder Philipp III. ab. Trieb durch seinen aufwendigen Lebensstil die Verschuldung des Landes in die Höhe und ging eine unstandesgemäße Ehe einging, was 1594 zur Besetzung der Markgrafschaft Baden-Baden durch seine Vettern Ernst Friedrich und Georg Friedrich von Baden-Durlach und Vertreibung Eduard Fortunat führte. Die Markgrafschaft wurde unter Herrschaft der Durlacher wieder zum Protestantismus geführt; die Kinder Eduard Fortunats wurden für nicht ebenbürtig erklärt.                                                                                      |
|  | Wilhelm (* 30. Juli 1593 in Baden-Baden; † 22. Mai 1677 ebenda)                                   | 1600/1622–1677 | Erbte nach dem Tode seines Vaters Eduard Fortunat 1600 zwar formal Baden-Baden, konnte jedoch die Regentschaft im durch die Linie Durlach zwangsverwalteten Land nicht antreten und wurde unter Vormundschaft des Erzherzogs Albrecht von Österreich in Köln und Brüssel erzogen. Ihm gelang es erst 1622 mit Hilfe des Kaisers und seines Feldherrn Tilly nach der Schlacht bei Wimpfen die Regentschaft zu erlangen. Er betrieb alsbald eine strenge Rekatholisierungspolitik und führte die Hexenverfolgung mitten im Dreißigjährigen Krieg zu einem neuen Höhepunkt. 1631 wurde er durch die Schweden unter Gustaf Horn wieder vertrieben und konnte Baden-Baden erst durch den Prager Frieden 1635 und endgültig im Westfälischen Frieden 1648 erneut zurückgewinnen. |
|  | Ludwig Wilhelm (* 8. April 1655 in Paris; † 4. Januar 1707 in Rastatt)                            | 1677–1707      | Sohn des Erbprinzen Ferdinand Maximilians und Enkel Wilhelms. Erbte 1677 Baden-Baden, überließ die Regierung jedoch anfangs seinen Räten, da der als „Türkenlouis“ bekannte Markgraf fast ständig als Feldherr erfolgreich im Dienste des Kaisers gegen die Osmanen und später gegen die Franzosen kämpfte. Seine Residenz verlegte er nach Schloss Rastatt, dessen endgültige Fertigstellung er nicht mehr erlebte. |
|  | Ludwig Georg Simpert (* 7. Juni 1702 in Ettlingen; † 22. Oktober 1761 in Rastatt)                 | 1707/1727–1761 | Sohn des „Türkenlouis“, dem er auch in der Regierung folgte. Stand jedoch bis 1727 unter der Vormundschaft seiner Mutter Franziska Sibylla Augusta von Sachsen-Lauenburg, deren Regentschaft eine der prägendsten Zeiten für die Markgrafschaft war. Wegen seiner Leidenschaft für die Jagd auch der „Jägerlouis“ genannt. |
|  | August Georg Simpert (* 4. Januar 1706 in Rastatt; † 21. Oktober 1771 ebenda)                     | 1761–1771      | War Bruder des Markgrafen Ludwig Georg Simpert, dessen Erbprinzen alle jung verstorben waren. Er vollzog eine Vielzahl an Reformen im sozialen Bereich und war in den letzten Jahren seiner Regentschaft besonders um die Erbverhandlungen mit der Durlacher Linie bemüht, da ein Aussterben der Bernhardinischen Linie auf Grund eines fehlenden Erben unausweichlich war. Nach seinem Tode fiel die gesamte Markgrafschaft (gemäß Hausvertrag von 1535) an Karl Friedrich von Baden-Durlach, der den badischen Besitz damit wieder einen konnte. |

## Regenten der Markgrafschaft Baden-Rodemachern
Die Linie Baden-Rodemachern spaltete sich 1556 von der Bernhardinischen Linie als Sekundogenitur ab, beerbte die Hauptlinie jedoch in Baden-Baden nach deren Aussterben 1588. Der neue Markgraf von Baden-Baden aus der Linie Rodemachern vereinigte die Markgrafschaft Baden-Rodemachern jedoch nicht wieder mit der älteren Markgrafschaft Baden-Baden, sondern gab sie an seinen Bruder weiter.
1. 1556–1575 Christoph II.
2. 1575–1588 Eduard Fortunat (seit 1588 Markgraf von Baden-Baden)
3. 1588–1620 Philipp III.
4. 1620–1665 Hermann Fortunat
5. 1665–1666 Karl Wilhelm Eugen

## Regenten der Markgrafschaft Baden-Durlach („Ernestinische Linie“)
Die Linie Baden-Durlach (bis 1565 Baden-Pforzheim) wandte sich 1556 dem Protestantismus zu. Die Residenz der Markgrafen war bis 1565 Pforzheim, anschließend die Karlsburg in Durlach und ab 1715 das Schloss Karlsruhe.
|  | Name (Lebensdaten)                                                                                            | Regierungszeit | Anmerkungen |
|  | --- | -------------- | --- |
|  | Ernst (* 7. Oktober 1482 in Pforzheim; † 6. Februar 1553 in Sulzburg)                                         | 1515–1553      | Sohn des Markgrafen Christoph I. von Baden. Seit dessen Entmachtung 1515 Regent im südbadischen Oberland. Begründete nach dem Tode seines Bruders Philipp I. 1533 und der Zweiteilung der Markgrafschaft das Haus Baden-Pforzheim (später Baden-Durlach) – nach ihm auch Ernestinische Linie genannt. |
|  | Karl II. (* 24. Juli 1529 in Sulzburg; † 23. März 1577 in Durlach)                                            | 1553–1577      | Sohn Ernsts. Ab 1552 Regent gemeinsam mit seinem Halbbruder Bernhard, nach dessen Tod 1553 alleiniger Markgraf. Führte 1556 nach dem Augsburger Religionsfrieden planmäßig die Reformation ein. Verlegte 1565 die Residenz in die Durlacher Karlsburg. |
|  | Ernst Friedrich (* 17. Oktober 1560 in Mühlburg; † 14. April 1604 in Remchingen)                              | 1584–1604      | Sohn Karls II. Vormundschaftsregierung durch Markgräfin Anna von Pfalz-Veldenz und verschiedene protestantische Fürsten bis 1584. Erneute Landesteilung, bei der Ernst Friedrich Durlach und Pforzheim, sein erster Bruder Jakob III. (1562–1590) Hachberg und sein zweiter Bruder Georg Friedrich Rötteln-Sausenberg erhielt. Förderte ein Gymnasium Illustre in Durlach. Nahm 1594 die Verschuldung Eduard Fortunats zum Anlass, um die obere Markgrafschaft Baden-Baden militärisch zu besetzen (Oberbadische Okkupation). Lehnte 1599 die Konkordienformel ab und trat vom Luthertum zum Calvinismus über, was zu Unruhen führte. |
|  | Georg Friedrich (* 30. Januar 1573; † 24. September 1638 in Straßburg)                                        | 1604–1622      | Sohn Karls II. Seit 1595 Regent des Oberlandes, nach dem Tod des älteren Bruders 1604 alleiniger Markgraf von Baden-Durlach und de facto auch Baden-Baden. Strenggläubiger Protestant und Gründungsmitglied der Protestantischen Union. Dankte 1622 zu Gunsten seines Sohnes ab, um sich als Heerführer im Dreißigjährigen Krieg zu engagieren. Niederlage bei Wimpfen. |
|  | Friedrich V. (* 6. Juli 1594 in Sulzburg; † 8. September 1659 in Durlach)                                     | 1622–1659      | Sohn Georg Friedrichs. Besetzung und Plünderung Baden-Durlachs durch kaiserliche Truppen. Verbündete sich, um dem Restitutionsedikt zu entgehen, 1631 mit den Schweden und eroberte mit deren Unterstützung Baden-Baden und Teile des Breisgaus. Floh nach der verlorenen Schlacht bei Nördlingen nach Basel. Wurde vom Kaiser für abgesetzt erklärt; seine Markgrafschaft zerschlagen. Durch den Westfälischen Frieden Wiederherstellung der Markgrafschaft. |
|  | Friedrich VI. (* 16. November 1617 auf der Karlsburg, Durlach; † 10. Januar 1677 oder 31. Januar 1677 ebenda) | 1659–1677      | Sohn Friedrichs V. General der schwedischen Armee. Rief zum letzten Mal die Landstände ein. Kämpfte im Türkenkrieg 1663/1664 und im Holländischen Krieg auf Seiten der Habsburger, wurde 1674 Reichsgeneralfeldmarschall. |
|  | Friedrich VII. Magnus (* 23. September 1647 in Ueckermünde; † 25. Juni 1709 in Durlach)                       | 1677–1709      | Sohn Friedrichs VI. Widmete sich hauptsächlich der Innenpolitik. Besetzung und größflächige Zerstörung der Markgrafschaft durch französische Truppen im Pfälzischen (1688–1697) und Spanischen Erbfolgekrieg (1701–1714). Flucht des Markgrafen nach Basel. |
|  | Karl III. Wilhelm (* Januar 1679 in Durlach; † 12. Mai 1738 in Karlsruhe)                                     | 1709–1738      | Sohn Friedrichs VII. Offizier im Spanischen Erbfolgekrieg, 1715 kaiserlicher Generalfeldmarschall. Regierte als absoluter Herrscher, sanierte die Staatsfinanzen und schuf eine zuverlässige Verwaltung. Legte 1715 den Grundstein für seine neue Residenz, Schloss und Stadt Karlsruhe. |
|  | Karl Friedrich (* 22. November 1728 in Karlsruhe; † 10. Juni 1811 ebenda)                                     | 1738/1746–1811 | Sohn des Erbprinzen Friedrich (1703–1732). Bis 1746 Vormundschaftsregierung durch Prinz Karl August. Aufgeklärter absolutistischer Herrscher und Anhänger der Physiokratie. 1771 Wiedervereinigung Badens nach Aussterben der Baden-Badener Linie. Endgültiger Verlust der linksrheinischen Besitzungen durch den Ersten Koalitionskrieg, jedoch Aufstieg als Herrscher von Napoleons Gnaden: 1803 Kurfürst, 1806 Großherzog und Beitritt zum Rheinbund. Starke Vergrößerung Badens durch Annexion der rechtsrheinischen Kurpfalz, des Breisgaus, der Ortenau sowie Säkularisation und Mediatisierung.                                |

## Großherzöge von Baden
Nach dem Tod von Großherzog Ludwig als direktem Nachkommen der Zähringerlinie starb diese im Mannesstamm aus. Die Nachfolge fiel damit an die Nachkommen von Großherzog Karl Friedrich aus zweiter Ehe mit der (erst auf Bitte von Karl Friedrich durch kaiserliches Dekret geadelten) Reichsgräfin Hochberg (siehe auch Kaspar Hauser). Diese morganatische Linie regierte von 1830 bis 1918.
1. Karl Friedrich, Markgraf (1746–1803), Kurfürst (1803–1806), Großherzog (1806–1811)
2. Karl Ludwig Friedrich, Großherzog (1811–1818)
3. Ludwig I., Großherzog (1818–1830)
4. Leopold, Großherzog (1830–1852)
5. Ludwig II. (1852–1856) abgesetzt † 1858
6. Friedrich I., Großherzog (1856–1907) (Regent 1852–1856)
7. Friedrich II., Großherzog (1907–1918), Abdankung und Thronverzicht am 22. November 1918